# Torre Branca
La Torre Branca es una torre de observación de acero situada en el interior del Parco Sempione de Milán, Italia. Con sus 108,6 metros de altura es la octava estructura más alta de la ciudad.

## Estructura
La torre tiene forma tronco-piramidal con sección hexagonal, con 6 m de lado en la base y 4,45 m a 100 m de altura. Está construida totalmente con tubos de acero Dalmine atornillados. El leve estrechemiento le confiere un aspecto casi prismático. Actualmente un moderno ascensor en el centro de la torre permite la subida al mirador de la cima, permitiendo cinco visitantes cada menos de un minuto, y está rodeado por una escalera para mantenimiento o emergencia.

## Proyecto
Fue proyectada por Cesare Chiodi y Gio Ponti (diseño arquitectónico) y Ettore Ferrari (cálculo de la estructura). Fue construida en 1933, en solo "68 días laborables" por la empresa Angelo Bombelli Costruzioni Metalliche Spa – Milano, y fue inaugurada el mismo año con ocasión de la V Triennale di Milano, con el nombre de Torre Littoria (también llamada Torre del Parco). En 1939 se instaló en el techo un sistema transmisor para la naciente radiovisione (la actual televisión). En 1972 se cerró a las visitas, pero se volvió a hacer visitable en 2002, como restaurante-bar, tras una importante remodelación ordenada por la empresa Branca. Actualmente la torre se utiliza únicamente como mirador.

## La estructura en la base
En la base hay una estructura metálica, inspirada en la modularidad en los elementos de la torre, de la que quiere ser una evolución tecnológica natural. Constituye un eje de orientamento que respeta la perpendicularidad de los otros edificios monumentales del parque (Palazzo dell'Arte, Castello, Arena y Arco della Pace) y está colocada más baja respecto a la base de la torre, para no interferir visualmente con el monumento.

## El mirador
Las paredes del mirador, de cristal transparente, permiten unas magníficas vistas del parque y toda la ciudad desde el interior de la torre. En los días claros es posible ver desde la plataforma hexagonal situada en la cima, además de toda la ciudad de Milán, buena parte de la llanura lombarda, los Alpes y los Apeninos.

## Galería de imágenes

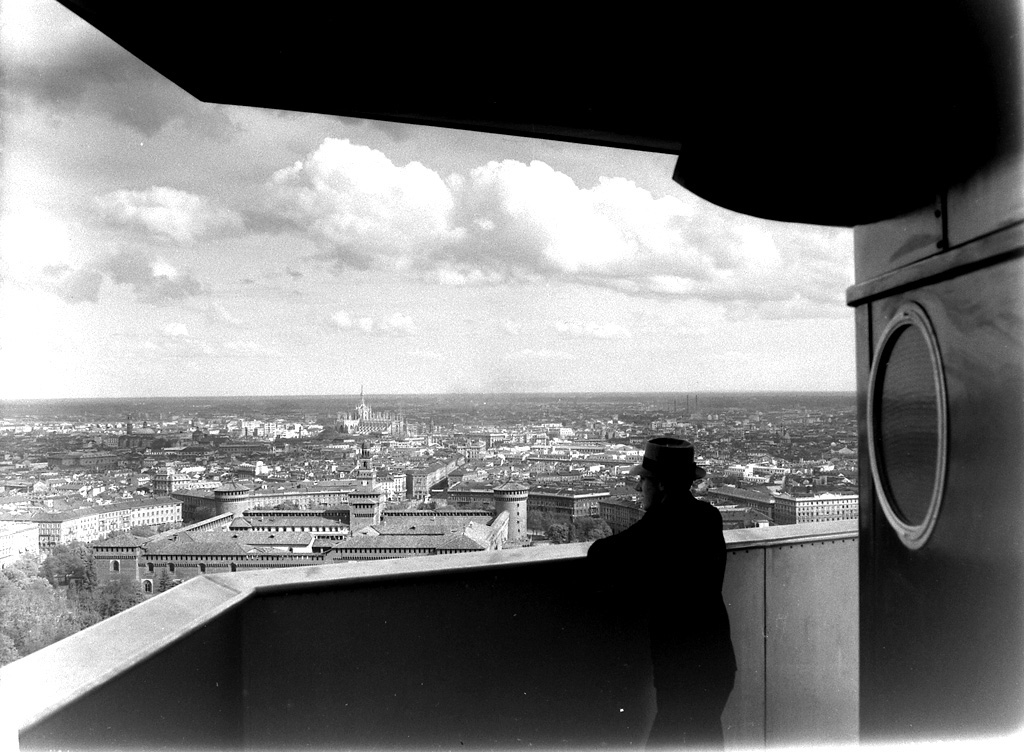
Vista desde la entonces Torre Littoria
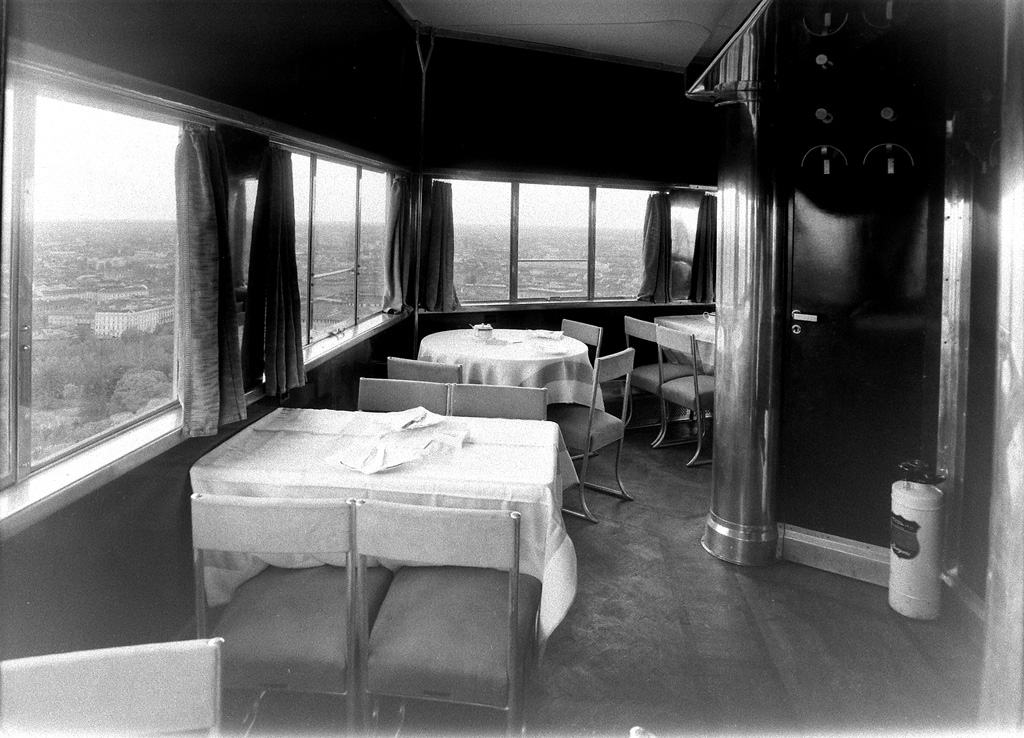
Los elegantes interiores de la entonces Torre Littoria